# Người Nauru
Người Nauru là một nhóm dân tộc bản địa của quốc đảo Nauru ở Thái Bình Dương. Họ rất có thể là sự pha trộn của tổ tiên người Micronesia, Melanesia và Polynesia.
Nguồn gốc của người Nauru vẫn chưa được xác định. Đó có thể là những người Polynesia hoặc Melanesia đi biển hoặc bị đắm tàu, những người đã tự lập ở đó vì không có dân bản địa hiện diện, trong khi người Micronesia đã qua lai với người Melanesia trong khu vực này.
Người Nauru có hai thành phần dân cư: người Micronesia bản địa và người Polynesia đã nhập cư từ lâu trước đó. Người Micronesia được thể hiện qua mái tóc đen, thô; người Polynesia có màu nâu nhạt hơn và có mái tóc đen mượt hơn. Thông qua hai thái cực này, các truyền thống đa dạng ở Nauru đã tồn tại.
Vào khoảng năm 1920, bệnh cúm lây lan qua Nauru, gây thiệt hại nặng nề cho người Nauru. Năm 1925, những trường hợp đầu tiên mắc bệnh tiểu đường được các bác sĩ chẩn đoán. Ngày nay, tùy thuộc vào độ tuổi, cứ 2/3 Nauru lại bị tiểu đường - tỷ lệ cao hơn bất kỳ quốc gia nào trên thế giới.